# Westford (Massachusetts)
Westford é uma vila localizada no condado de Middlesex no estado estadounidense de Massachusetts. No Censo de 2010 tinha uma população de 21.951 habitantes e uma densidade populacional de 270,18 pessoas por km².
Na década de 1960, a vila foi a sede de um dos lugares de investigação de apoio do Projecto West Ford.

## Geografia
Westford encontra-se localizado nas coordenadas 42° 35′ 07″ N, 71° 26′ 23″ O. Segundo o Departamento do Censo dos Estados Unidos, Westford tem uma superfície total de 81.25 km², da qual 78.39 km² correspondem a terra firme e (3.51%) 2.85 km² é água.

## Demografia
Segundo o censo de 2010, tinha 21.951 pessoas residindo em Westford. A densidade populacional era de 270,18 hab./km². Dos 21.951 habitantes, Westford estava composto pelo 85.09% brancos, o 0.38% eram afroamericanos, o 0.08% eram amerindios, o 12.58% eram asiáticos, o 0% eram insulares do Pacífico, o 0.32% eram de outras raças e o 1.54% pertenciam a duas ou mais raças. Do total da população o 1.52% eram hispanos ou latinos de qualquer raça.